# The Riddle: Woman
The Riddle: Woman è un film muto del 1920 diretto da Edward José e interpretato da Madge Bellamy (qui al suo esordio cinematografico) e dalla cantante lirica Geraldine Farrar. 
La sceneggiatura si basa sul lavoro teatrale del danese Carl Jacobi adattato in inglese da Charlotte E. Wells e Dorothy Donnelly; negli Stati Uniti, la pièce andò in scena in prima a Broadway il 23 ottobre 1918.

## Trama
Dopo un tentativo di suicidio per un'infelice storia d'amore, Lilla Gravert lascia la Danimarca e si imbarca per New York insieme a Larz, il suo salvatore, con cui si sposa.
Anni dopo, riappare Eric Helsingor, l'uomo che l'aveva tradita e che ora la ricatta, minacciandola di rivelare la loro relazione. Lilla è costretta a cedere e paga Helsingor.
Lilla e Larz adottano il bambino di Kristine, un'amica di infanzia di Lilla: ma la donna scopre che il piccolo è il frutto della relazione tra Kristine e Helsingor. Costui, nel frattempo, cerca di sedurre la giovane Marie Meyer, figlia di un vecchio insegnante di Lilla. Stanca delle continue vessazioni di Helsingor, Lilla lo aggredisce e lotta con lui. Interviene Kristine, che spara all'uomo, uccidendolo. Poi, si suicida.
Lilla, con in mano le lettere compromettenti, vuole che il marito le legga. Ma Larz si rifiuta e le getta nel fuoco. Ogni barriera tra i due coniugi è abbattuta.

## Produzione
Il film fu prodotto dalla Pathé Exchange e dall'Associated Exhibitors. Venne girato in esterni a Marblehead nel Massachusetts. Per gli interni, vennero usati i vecchi studi di New Rochelle della Thanhouser.
È l'adattamento cinematografico della commedia The Riddle: Woman di Dorothy Donnelly e Charlotte E. Wells, versione inglese tratta dall'originale danese di Carl Jacobi.
Debutto cinematografico per Madge Bellamy e Philippe de Lacy.

## Distribuzione
Il copyright del film, richiesto dalla Pathé Exchange, Inc., fu registrato il 28 agosto 1920 con il numero LU15466.
Il film uscì nelle sale il 3 ottobre 1920, distribuito dalla Pathé Exchange.